# Arcuator semimaculatus
Arcuator semimaculatus är en tvåvingeart som först beskrevs av Becker 1911.  Arcuator semimaculatus ingår i släktet Arcuator och familjen fritflugor. Inga underarter finns listade i Catalogue of Life.